# Museo delle civiltà asiatiche
Il Museo delle civiltà asiatiche (ACM) è un'istituzione che fa parte dei quattro musei di Singapore; gli altri tre sono il Museo Peranakan della Old Tao Nan School, il Museo Nazionale di Singapore e il Singapore Art Museum. 
È uno dei musei pionieristici della regione specializzato in culture e civiltà panasiatiche. Il museo è specializzato nella storia materiale della Cina, del sud-est asiatico, dell'Asia del sud e dell'Asia occidentale, da cui discendono i diversi gruppi etnici di Singapore.

## Storia
Il museo è stato aperto per la prima volta nell'edificio della Vecchia Tao Nan School il 22 aprile 1997 in Armenian Street, con mostre in gran parte incentrate sulla civiltà cinese. Con il restauro dell'Empress Place Building, il museo ha istituito la sua nuova sede principale, il 2 marzo 2003, espandendo rapidamente la collezione in altre aree dell'Asia. La filiale di Armenian Street è stata chiusa, per lavori di ristrutturazione, il 1º gennaio 2006 e riaperta il 25 aprile 2008 come Museo Peranakan, specializzato nella cultura Peranakan. 
Il 16 settembre 2006, il Museo ha lanciato ufficialmente il suo nuovo logo con un nuovo slogan Asian Civilisations Museum – Where Asian Cultures Come Alive!. Il logo mostra la posizione del museo sul fiume Singapore. L'immagine riflessa evidenzia il Museo come luogo di riflessione mentre l'arancia rappresenta attività ed energia.
Alla fine del 2013, dopo aver subito una ristrutturazione del nome, il Museo ha lanciato il suo nuovo logo con un nuovo slogan Singapore's Museum of Asia.
Il 16 settembre 2014, il Museo è stato nominato il miglior museo di Singapore e classificato nono in Asia dai premi Travellers Choice di TripAdvisor. Il museo è stato l'unico museo di Singapore classificato tra i primi 10 musei asiatici.
Il 15 novembre 2015, il Museo ha inaugurato i suoi nuovi spazi dopo aver iniziato il rinnovamento nel 2014. Il rinnovamento è stato effettuato in più fasi: la fase 1 è stata inaugurata il 14 novembre 2015, mentre la fase 2 è stata completata nell'aprile 2016, con ulteriori miglioramenti.

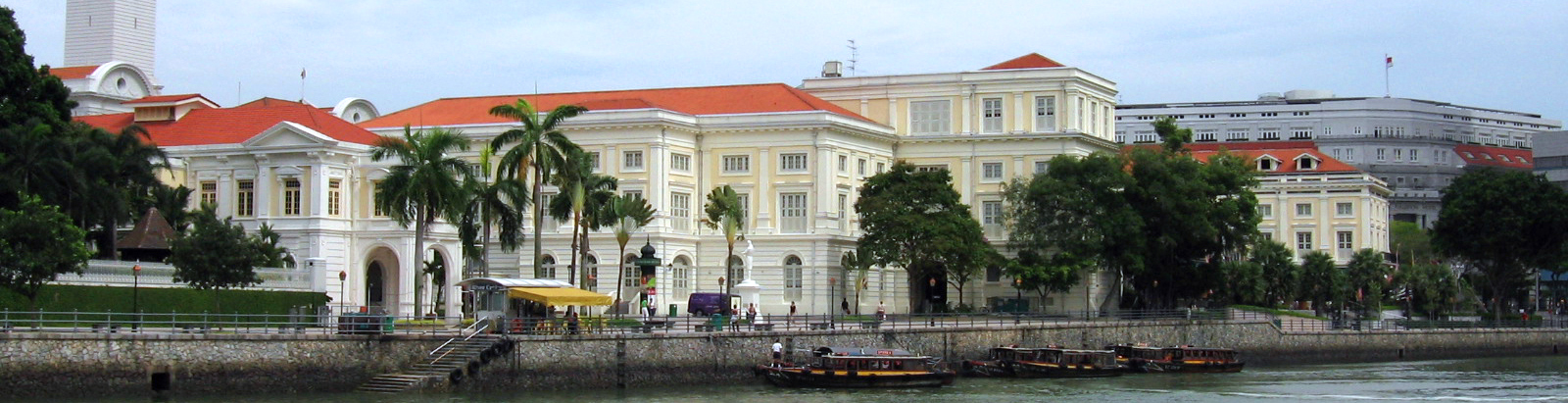
Museo delle civiltà asiatiche, piazza dell'Imperatrice

## Punti salienti della collezione

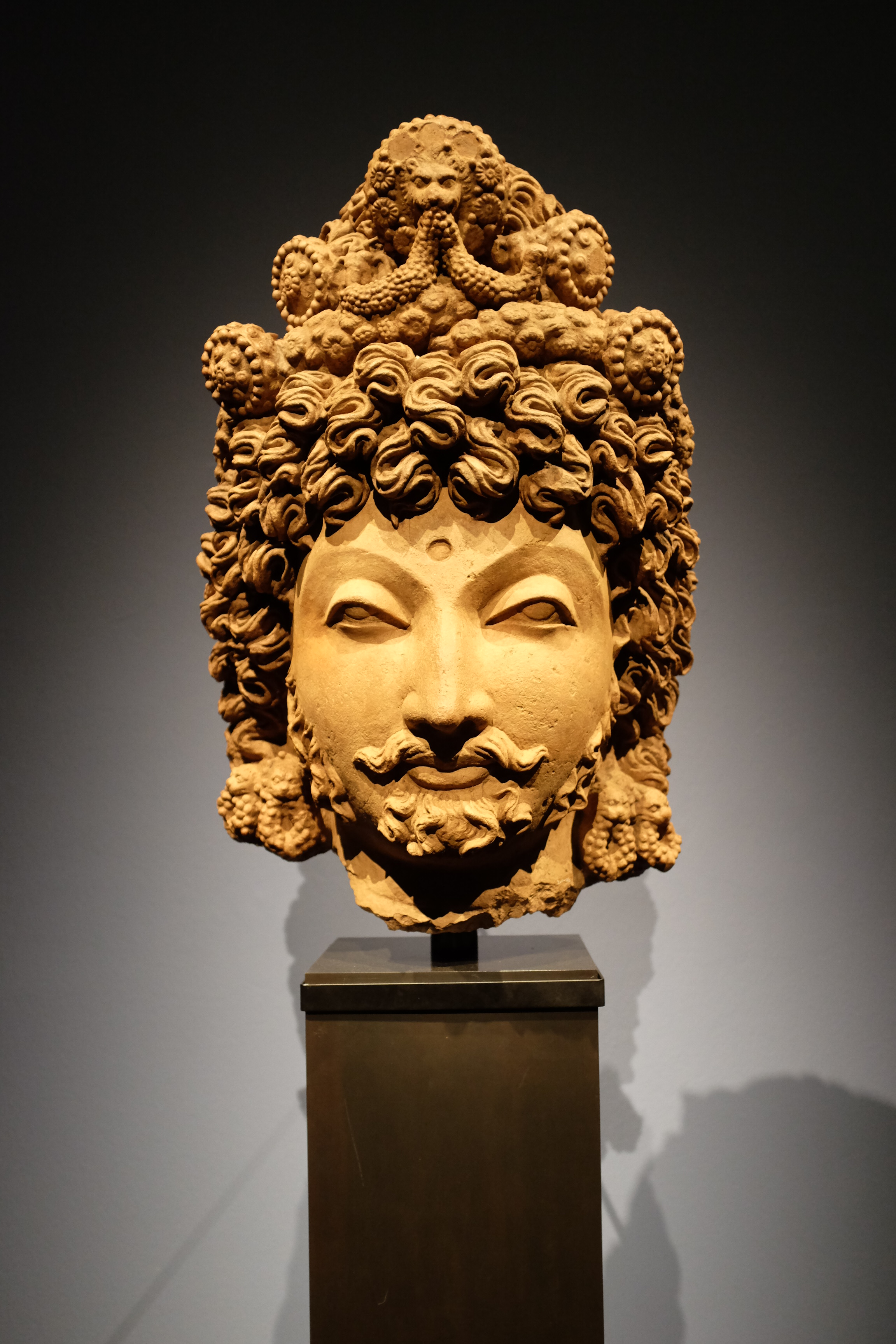
Testa di un Bodhisattva, Gandhara, ca. IV secolo

La collezione cinese è rappresentata da raffinate figure in porcellana di Dehua, statue taoiste e buddiste, porcellane di esportazione, calligrafia e altri esempi di arte decorativa. 
Le Gallerie dell'Asia meridionale presentano statue di un ampio spettro di periodi, tra cui alcuni pregiati bronzi di Chola. Di particolare nota è la scultura in bronzo di Uma, la consorte di Shiva e quella di Somaskanda. L'antica arte buddista dell'India è rappresentata da opere provenienti dalle scuole di Mathura e Gandhara, tra cui una rara pietra arenaria di Mathura Buddha risalente all'era Kanishka, e la testa di un Bodhisattva gandhariano. Altre aree degne di nota sono la lavorazione del legno dell'India meridionale, bronzi nepalesi-tibetani, tessuti, miniature tardo medioevali e stampe coloniali. 
Le collezioni del sud-est asiatico hanno una vasta portata e sono ricche di materiale etnologico. Rappresentano l'arte aristocratica dell'antico sud-est asiatico le sculture Khmer, la scultura del tempio giavanese (alcune in prestito da Leida), l'arte buddista della Birmania/Thailandia e l'arte del tempio cinesizzato del Vietnam. L'oro di Peranakan, i tessuti, l'ornamento tribale e le maschere teatrali sono altri punti di forza della collezione. 
La Khoo Teck Puat Gallery è la sede permanente del carico recuperato dal naufragio della Tang, una nave mercantile affondata del IX secolo, quando era diretta verso l'Iran e l'Iraq, scoperta nel 1998 al largo dell'isola di Belitung nel Mar di Giava. Il carico recuperato comprende oltre 60.000 ceramiche ben conservate prodotte in Cina durante la dinastia Tang (618–907), oltre a oggetti d'oro e d'argento. 
Alcune sale della galleria sono utilizzate anche per mostre temporanee. Una recente mostra comprendeva l'esposizione delle spettacolari maschere dell'età del bronzo di Sanxingdui, nella provincia del Sichuan, in Cina.

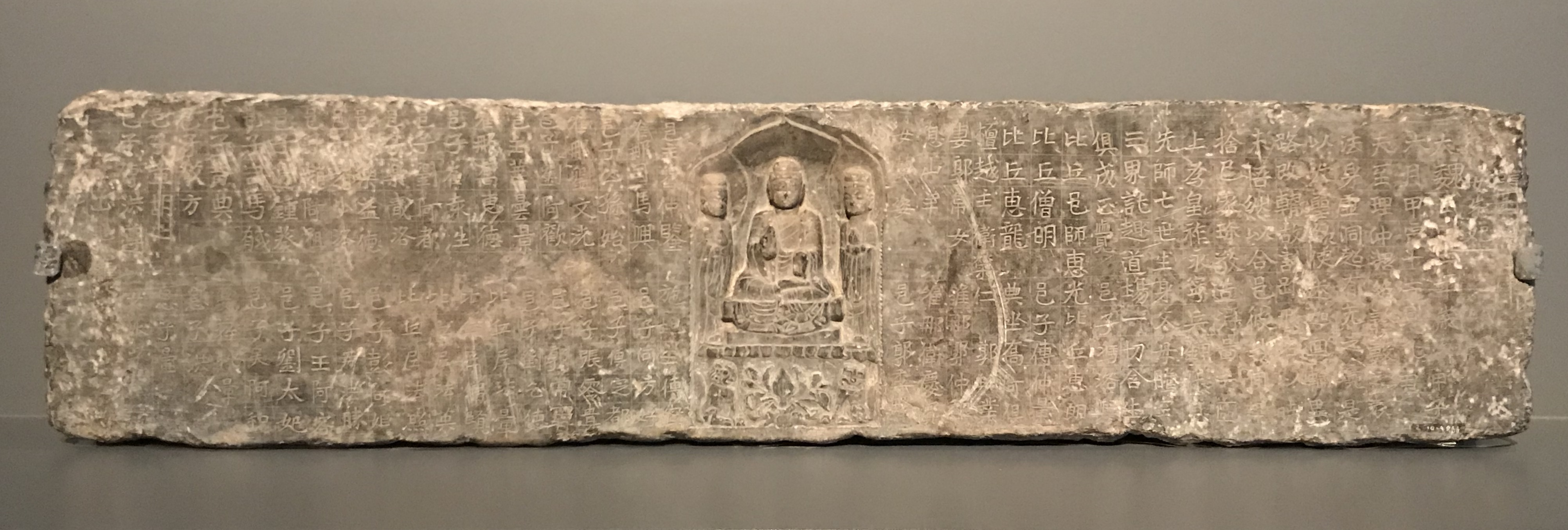
Stele buddista della Dinastia Wei Orientale